# Imaginalia
Imaginalia es un barrio de la ciudad española de Albacete situado al norte de la capital. Creado a principios del siglo XXI, en él se alternan edificios residenciales de notable arquitectura con viviendas adosadas. Tiene 819 habitantes (2012).
Alberga importantes infraestructuras de la ciudad como la Institución Ferial de Albacete, la sede de la Junta Central de Regantes de la Mancha Oriental y el  Centro Comercial Imaginalia.

## Toponimia

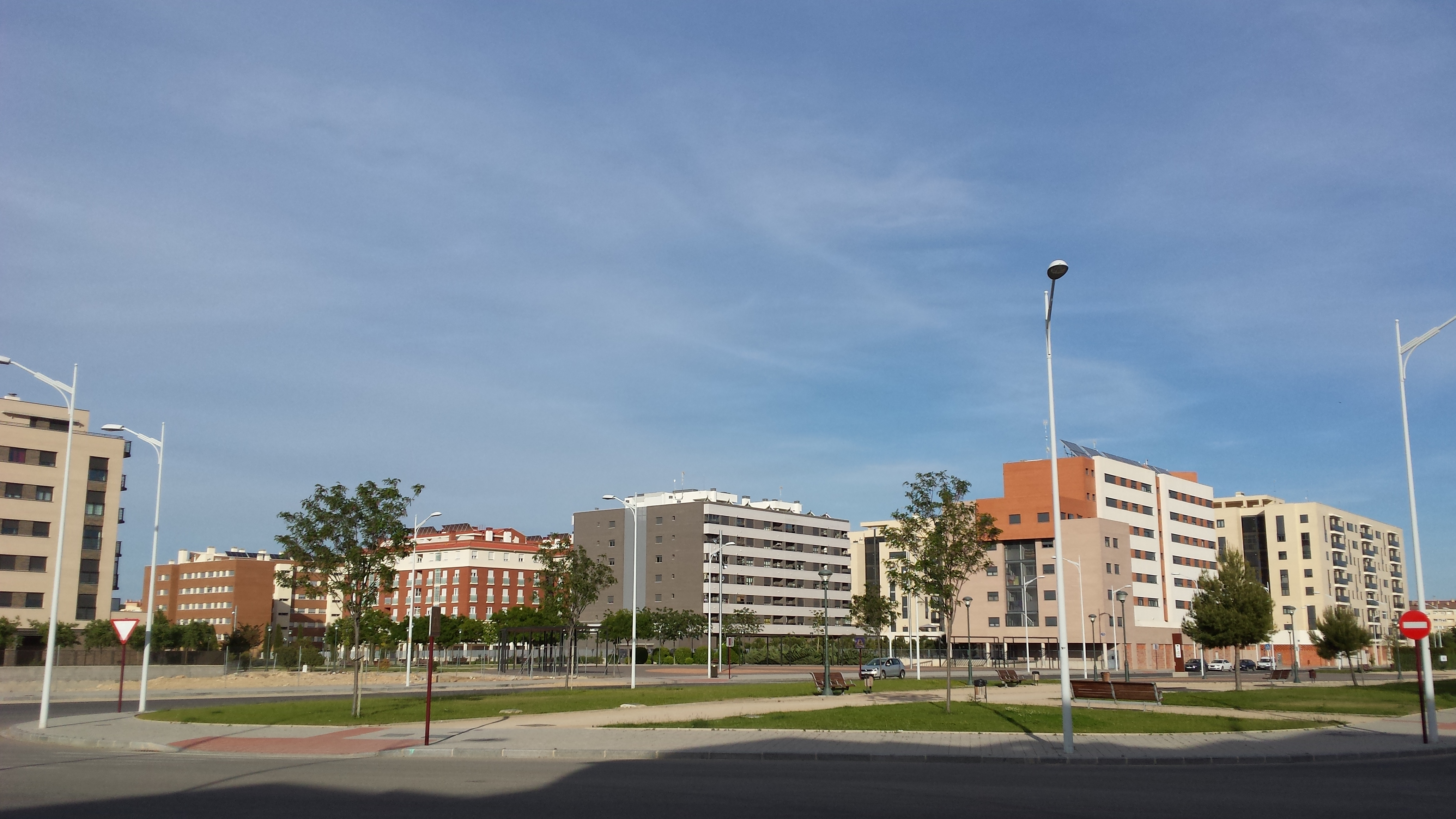
Edificios del barrio de Imaginalia

El barrio recibe su nombre por el Centro Comercial Imaginalia situado en su interior.

## Urbanismo
El barrio está compuesto por modernos edificios residenciales y por viviendas adosadas, al oeste. Cuenta con amplios espacios abiertos y grandes avenidas. Además, dispone de varias plazas y parques, además de zonas ajardinadas y carril bici.

## Geografía

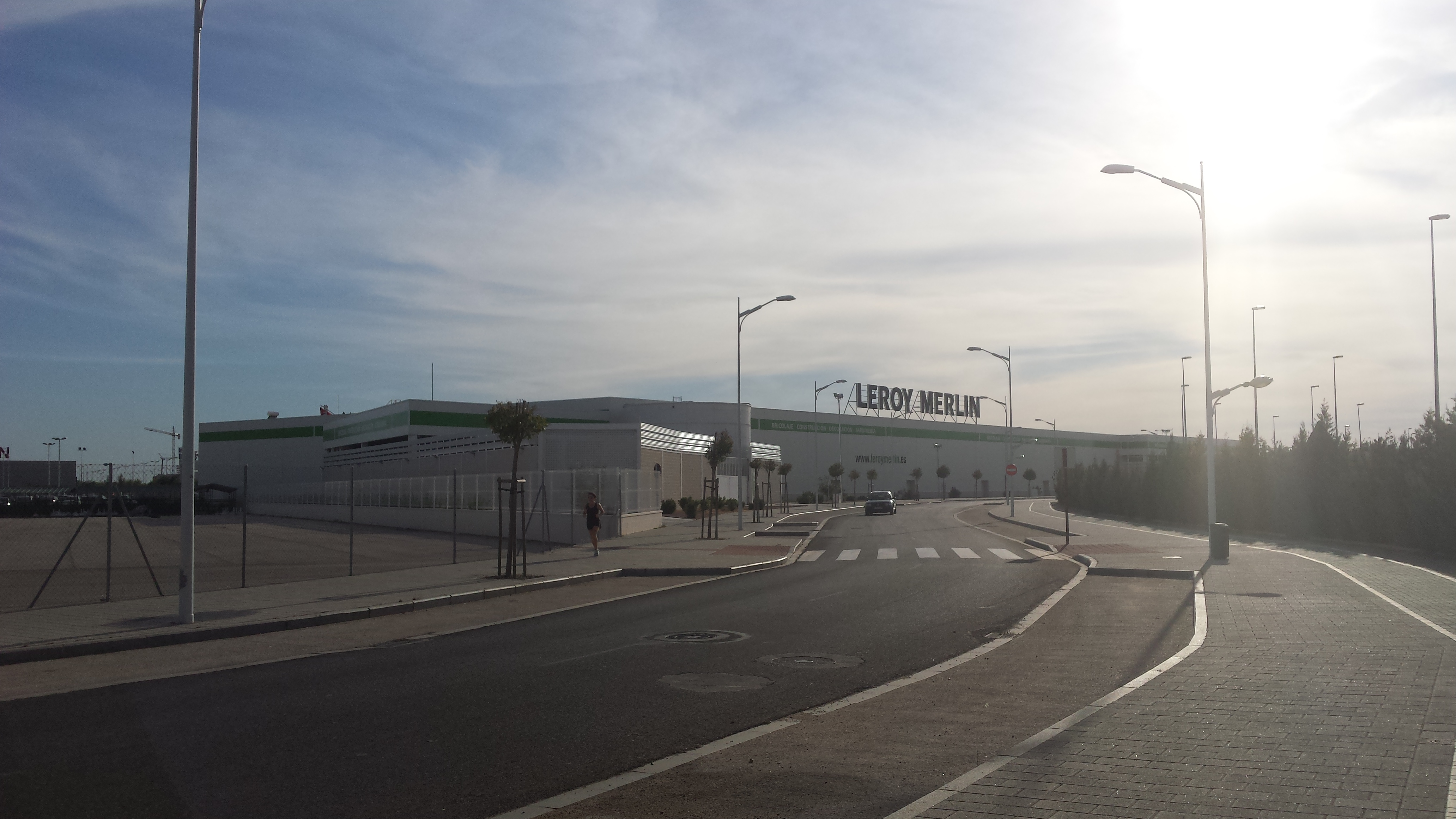
Tienda Leroy Merlín Albacete

El barrio está situado al norte de Albacete, entre la calle Virgen de Los Llanos al sur, la calle Castellón al sureste, la avenida Gregorio Arcos al este y el Parque Empresarial Campollano al norte. Limita con los barrios San Pablo y El Pilar al sur y Cañicas e Industria al este.

## Demografía
Imaginalia tiene 819 habitantes (2012): 387 mujeres y 432 hombres.

## Servicios

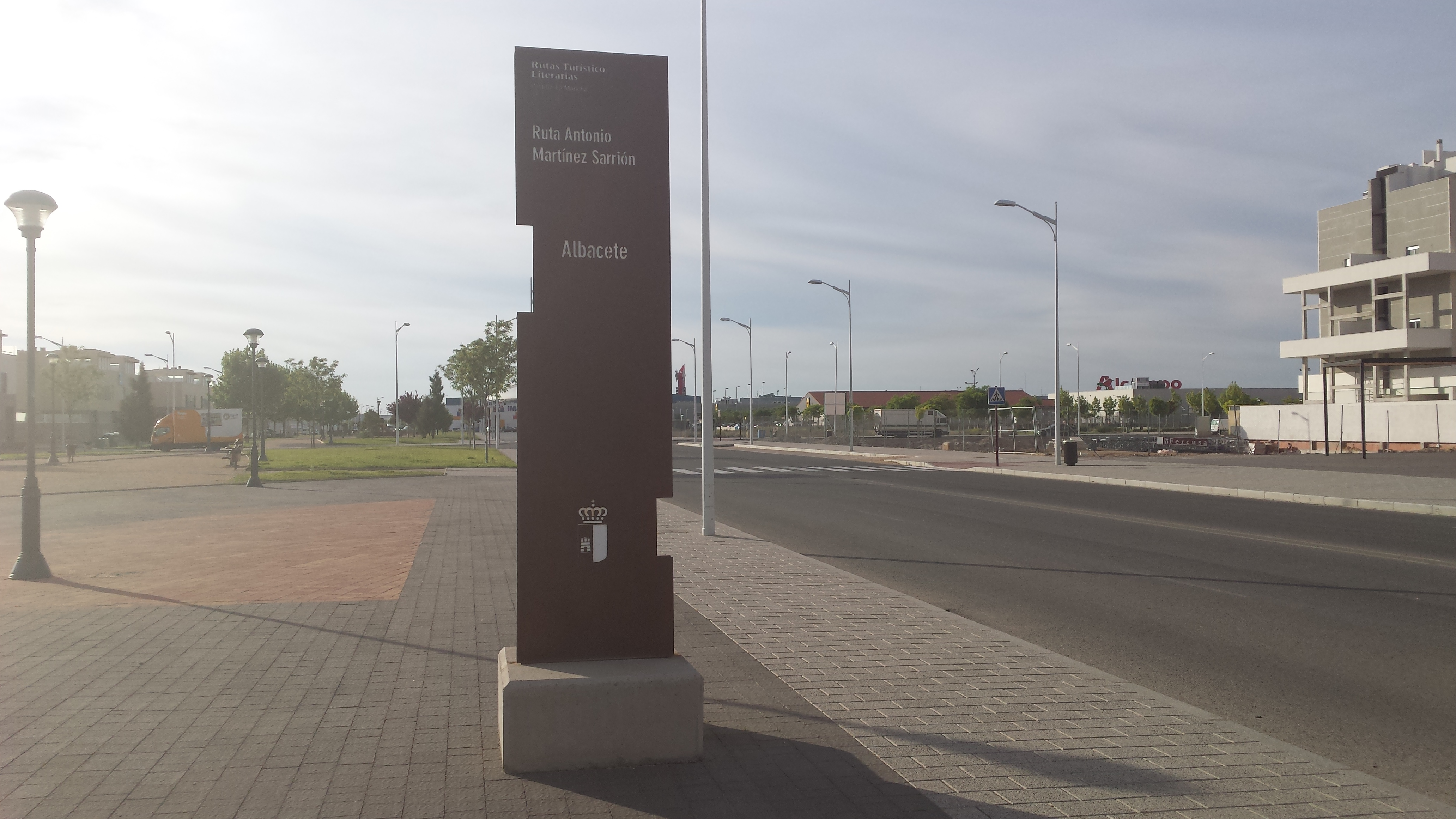
Ruta Antonio Martínez Sarrión

Imaginalia es un barrio comercial por excelencia gracias a la presencia del Centro Comercial Imaginalia y a toda la zona comercial creada en sus alrededores. El catálogo de empresas importantes presentes en el barrio es muy amplio: Alcampo, Leroy Merlin, Media Markt, Family Cash, Lidl, Aldi, McDonalds, KFC, Burger King, Popeyes Louisiana Kitchen, Mercadona... El barrio cuenta con un hotel (B&B Hotel Albacete), dos colegios (Giner de los Ríos y La Ilustración) y numerosos parques y zonas verdes.

## Infraestructuras

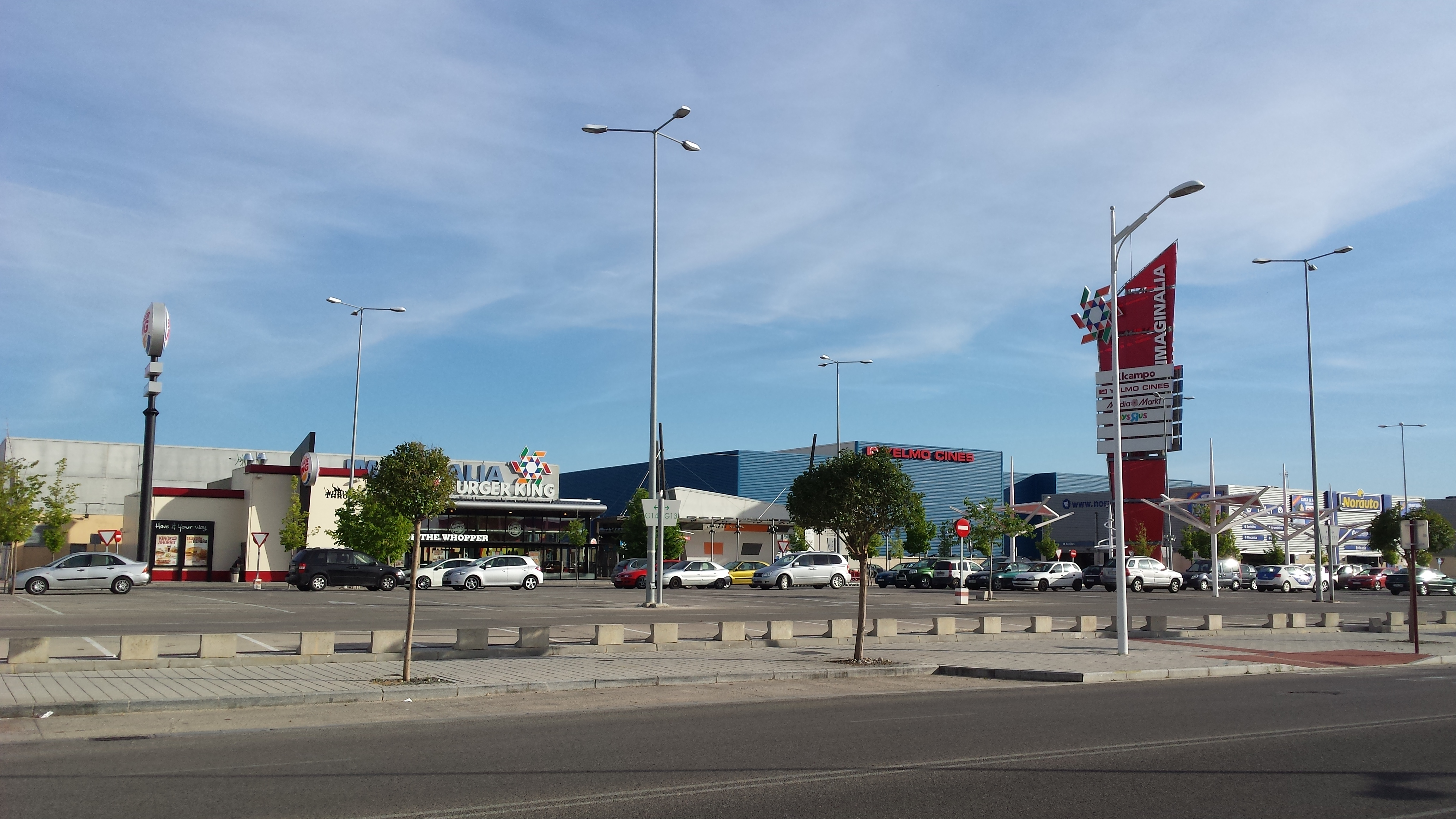
Centro Comercial Imaginalia

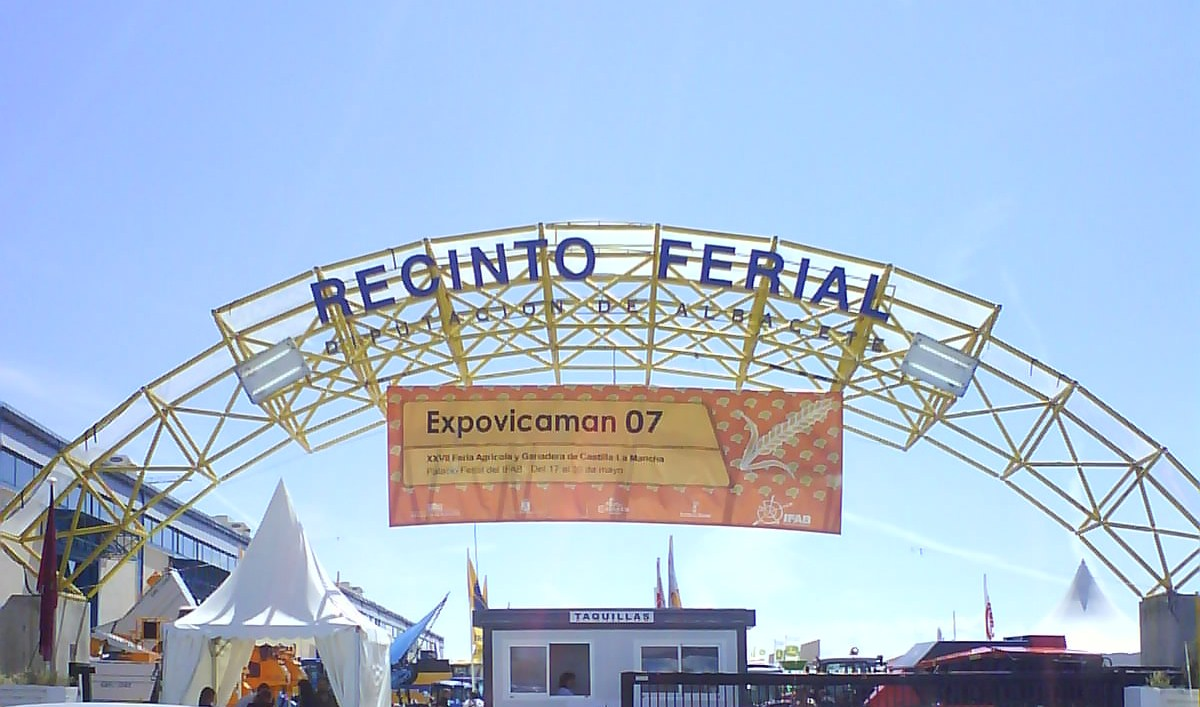
Institución Ferial de Albacete

En el barrio se encuentra la sede de la Institución Ferial de Albacete, entidad que organiza anualmente eventos en el Palacio Ferial de Albacete. Asimismo, acoge la sede de la Junta Central de Regantes de la Mancha Oriental, corporación de derecho público, adscrita a la Confederación Hidrográfica del Júcar, cuya misión fundamental consiste en regular el aprovechamiento de los recursos hídricos de toda la cuenca histórica del Júcar en Castilla-La Mancha, la Mancha Oriental, que representa el 72 % del total de la cuenca hidrográfica del Júcar. Además, la empresa Eiffage Energía tiene su sede central española en el barrio de la capital albaceteña.

## Transporte
En autobús urbano, el barrio queda conectado mediante las siguientes líneas:
| Línea | Trayecto | Recorrido                                                        | Frecuencia                                         |
| ----- | --- | ---------------------------------------------------------------- | -------------------------------------------------- |
|       | Campus UCLM - Barrio de Vereda | Recorrido Archivado el 17 de abril de 2014 en Wayback Machine.   | 12-18 minutos                                      |
|       | Barrio San Pedro- Los Llanos del Águila-Parque Lineal - Parque Empresarial Campollano                                                       | Recorrido Archivado el 25 de febrero de 2014 en Wayback Machine. | 15-20 minutos                                      |
|       | Estación de Ferrocarril - Estación de Autobuses - Hospital General Universitario - Hospital Universitario Ntra. Señora del Perpetuo Socorro | Recorrido Archivado el 22 de febrero de 2014 en Wayback Machine. | 15-22 minutos                                      |
|       | Ciudad - Parque Empresarial Campollano | Recorrido Archivado el 17 de abril de 2014 en Wayback Machine.   | Salidas 7:20, 8:20, 14:40, 15:20 (desde la ciudad) |